# René Isekemanga Nkeka
René Isekemanga Nkenka, né le 4 février 1951, est un homme politique kino-congolais. Il est ministre des Hydrocarbures du gouvernement Muzito I en république démocratique du Congo, du 27 octobre 2008 au 19 février 2010.
Il meurt le 26 décembre 2020.